# Bjäresjö socken
Bjäresjö socken i Skåne ingick i Herrestads härad, ingår sedan 1971 i Ystads kommun och motsvarar från 2016 Bjäresjö distrikt.
Socknens areal är 18,71 kvadratkilometer varav 18,51 land. År 2000 fanns här 198 invånare. Bjärsjöholms slott, herrgården Ruuthsbo samt kyrkbyn Bjäresjö med  sockenkyrkan Bjäresjö kyrka ligger i socknen.

## Administrativ historik
Socknen har medeltida ursprung.
Vid kommunreformen 1862 övergick socknens ansvar för de kyrkliga frågorna till Bjäresjö församling och för de borgerliga frågorna bildades Bjäresjö landskommun. Landskommunen uppgick 1952 i Ljunits landskommun som uppgick 1971 i Ystads kommun. Församlingen uppgick 2002 i Ljunits församling.
1 januari 2016 inrättades distriktet Bjäresjö, med samma omfattning som församlingen hade 1999/2000.  
Socknen har tillhört län, fögderier, tingslag och domsagor enligt vad som beskrivs i artikeln Herrestads härad. De indelta soldaterna tillhörde Södra skånska infanteriregementet, Herresta kompani och livkompaniet och Skånska dragonregementet, Malmö skvadron, Sallerups kompani.

## Geografi
Bjäresjö socken ligger väster om Ystad vid Östersjökusten. Socknen är en småkuperad odlingsbygd.

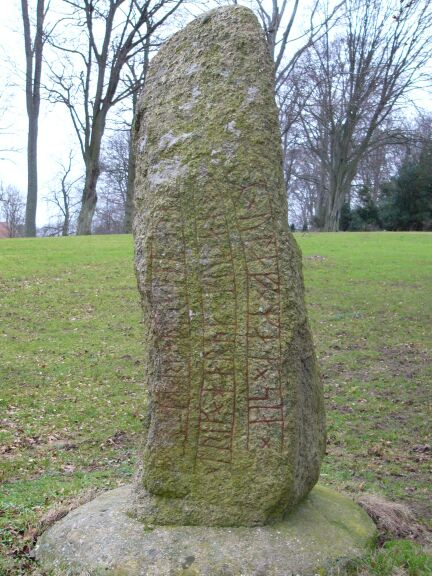
Bergsjöholmstenen

## Fornlämningar
Från stenåldern är boplatser funna. Från bronsåldern är 25 gravhögar funna, nu delvis överodlade. Här finns gravar under fat mark och en rest sten. Fyra runristningar är kända. Ett fynd med ett bronskärl har påträffats. 

## Namnet
Namnet skrevs 1366 Biärko och kommer från kyrkbyn. Namnet innehåller biork, ställe där det växer björk'.